# Ронко-Скривія
Ронко-Скривія (італ. Ronco Scrivia, ліг. Ronco) — муніципалітет в Італії, у регіоні Лігурія,  метрополійне місто Генуя.
Ронко-Скривія розташоване на відстані близько 420 км на північний захід від Рима, 22 км на північ від Генуї.
Населення — 4497 осіб (2014).

Щорічний фестиваль відбувається 16 липня та 15 серпня. Покровитель — Madonna del Carmine.

## Демографія
Населення за роками:

Станом на 1 січня 2023 року в муніципалітеті офіційно проживало 425 іноземців з 41 країни, серед них 54 громадяни країн Євросоюзу та 2 громадяни України.

## Сусідні муніципалітети
- Бузалла
- Фракональто
- Ізола-дель-Кантоне
- Вольтаджо